# Campo Vital
Campo Vital är en ort i Mexiko.   Den ligger i kommunen Navolato och delstaten Sinaloa, i den västra delen av landet, 1 100 km nordväst om huvudstaden Mexico City. Campo Vital ligger 19 meter över havet och antalet invånare är 271.
Terrängen runt Campo Vital är mycket platt. Runt Campo Vital är det ganska tätbefolkat, med 155 invånare per kvadratkilometer. Närmaste större samhälle är Navolato, 11,4 km väster om Campo Vital. Trakten runt Campo Vital består till största delen av jordbruksmark.